# Birka Brandt
Birka Brandt es una deportista de la RDA que compitió en remo. Ganó una medalla de plata en el Campeonato Mundial de Remo de 1981, en la prueba de cuatro scull con timonel.

## Palmarés internacional
| Campeonato Mundial | Campeonato Mundial | Campeonato Mundial | Campeonato Mundial       |
| Año                | Lugar              | Medalla            | Prueba                   |
| ------------------ | ------------------ | ------------------ | ------------------------ |
| 1981               | Múnich (RFA)       | Medalla de plata   | Cuatro scull con timonel |